# Dokolo (district)
Le district de Dokolo est un district d'Ouganda. Sa capitale est Dokolo (pl).

## Histoire
Ce district a été créé en 2006 par séparation de celui de Lira.